# 川村延廣
川村 延廣（かわむら のぶひろ、1948年3月7日 - 2019年12月6日）は、日本の実業家。株式会社カマタマーレ讃岐代表取締役社長。
愛媛県出身。株式会社百十四銀行専務や百十四リース株式会社社長、東洋テックス会長、カマタマーレ後援会会長を歴任している。

## 経歴
2012年　東洋テックスの会長就任
2014年　カマタマーレ後援会長就任
2017年11月　東洋テックスの社相談役就任
2017年12月12日　株式会社カマタマーレ讃岐の代表取締役社長就任
2018年サポーターミーティングにてカマタマーレ讃岐がめざす中長期ビジョンを公表した。
2019年12月6日、永眠したことがクラブから報告された。71歳没。